# NGC 186
NGC 186 es una galaxia lenticular localizada en la constelación de Piscis.